# Riu Dease
El riu Dease discorre pel nord-oest de la Colúmbia Britànica, al Canadà, i és un afluent del riu Liard. El riu neix al llac Dease, però són nombrosos els rierols que hi van a parar, sent el més llarg de tots el Little Dease Creek, que neix als peus del Snow Peak, uns 50 quilòmetres a l'oest del llac. El riu recorre 265 quilòmetres, generalment en direcció nord-est, fins a desembocar al riu Liard prop de Lower Post, Columbia Britànica. Grans trams del riu discorren en paral·lel a la Cassiar Highway, cosa que ajuda que sigui una destinació popular entre els practicants piragüisme, caiac i ràfting.
La zona és important per a la història de les Primeres Nacions tahltan i kaska, que continuen vivint al llarg del riu. El primer europeu a recórrer el riu fou John McLeod, un comerciant de pells i explorador de la Companyia de la Badia de Hudson, l'agost de 1831. McLeod va nomenar el riu en record a Peter Warren Dease, aleshores Factor en cap del districte del riu Mackenzie de Companyia de la Badia de Hudson. El 1837 Robert Campbell va establir una base comercial de la Companyia de la Badia de Hudson al llac Dease. La comunitat de Dease Lake té una població d'uns 650 habitants, i és el principal centre de la conca del riu.